# Oskar Morgenstern
Oskar Morgenstern (Görlitz, 24 januari 1902 - Princeton, 26 juli 1977) was hoogleraar Economie aan de Universiteit van Wenen en later ook aan de Universiteit van Princeton.
Oskar Morgenstern groeide op in Wenen, waar hij ook studeerde. In 1925 haalde hij zijn doctoraat in politieke wetenschap aan de Universiteit van Wenen.
Van 1925 tot 1928 verbleef hij in het buitenland voor een studie die door de Rockefeller Foundation gefinancierd werd. Bij zijn terugkomst werd hij hoogleraar economie aan de Universiteit van Wenen. Dit bleef hij tot 1938 en in deze periode gaf hij ook leiding aan een instituut voor conjunctuurcyclusonderzoek.
Na zijn artikel in 1935 over de moeilijkheden van een perfect vooruitzicht, (Perfect Foresight and Economic Equilibrium), werd hij door Eduard Čech gewezen op het artikel van John von Neumann: Zur Theorie der Gesellschaftsspiele(1928).
In 1938 was hij toevallig op bezoek op de Princeton Universiteit toen Hitler en zijn troepen Oostenrijk annexeerde. Hij besloot hierop dat het veiliger was om maar gewoon in Princeton te blijven. Ook hier werd hij hoogleraar economie.
In Princeton ontmoette hij John von Neumann, op wie hij door Edward Cech in 1935 geattendeerd werd. Deze ontmoeting bleek heel belangrijk. In 1944 publiceerden zij Theory of Games and Economic Behavior. Dit boek zou later de basis vormen voor de speltheorie. De speltheorie is een tak van de wiskunde, die te maken heeft met economische-, strategische- en onderhandelingssituaties, zoals ze zich o.a. in het zakenleven en ook tijdens gezelschaps- en bordspellen kunnen voordoen. 
Morgenstern was echter geen wiskundige. Hij kon niet bijdragen aan het ontwikkelen van de speltheorie, doch hij hield zich voornamelijk bezig met de economische analyse van het boek. Ook was hij de producer en vestigde de aandacht van wiskundigen en economen op het boek.
In ditzelfde jaar (1944) werd hij staatsburger van de Verenigde Staten en vier jaar later trouwde hij met Dorothy Young.
Tot zijn pensioen in 1970 bleef hij hoogleraar aan de Princeton Universiteit. In deze jaren schreef hij, alleen en met anderen, nog diverse artikelen, die echter niet een dergelijke impact zouden hebben als zijn werk met John von Neumann. 
Morgenstern was ook medeoprichter van het Institut für Höhere Studien in Wenen. In november 2012 werd de plek waar de faculteiten economische wetenschappen en wiskunde van de Universiteit Wenen zich later zou gaan vestigen, naar hem vernoemd: Oskar-Morgenstern-Platz.
Oskar Morgenstern stierf in Princeton in 1977.